# Aneura hymenophytoides
Aneura hymenophytoides là một loài rêu trong họ Aneuraceae. Loài này được Spruce mô tả khoa học đầu tiên năm 1885.